# Бікаш Панджі
Бікаш Панджі (англ. Bikash Panji) — індійський футболіст, який грав на позиції півзахисника. Відомий за виступами в клубах «Мохун Баган» та «Іст Бенгал», у складі якої брав участь у фінальному турнірі Кубку Азії та Азійських ігор.

## Кар'єра футболіста
Бікаш Панджі народився в індійському штаті Західний Бенгал, і розпочав виступи на футбольних полях у клубі «Мохун Баган», проте за деякий час перейшов до складу клубу «Іст Бенгал», у складі якого грав з 1985 до 1994 року. Саме в цьому клубі він досяг найбільших успіхів у кар'єрі, ставав неодноразовим переможцем Ліги Калькутти, тривалий час був капітаном команди.

## Виступи за збірну
З 1984 року Бікаш Панджі грав у складі збірної Індії. У складі збірної футболіст брав участь у фінальному турнірі Кубка Азії 1984 року та Азійських ігор 1986 року. У складі збірної грав до 1992 року, провів у складі збірної 19 матчів, у яких відзначився 4 забитими м'ячами.

## Тренерська кар'єра
Після завершення виступів на футбольних полях Бікаш Панджі працював у тренерському штабі клубу «Іст Бенгал», а у 2005 році нетривалий час виконував обов'язки головного тренера клубу.